# Саловка (Саловский сельсовет)
 Саловка  — село Пензенского района Пензенской области. Административный центр Саловского сельсовета.

## География

Мемориал погибшим в годы Великой Отечественной войны в селе

Находится в центральной части Пензенской области на расстоянии приблизительно 11 км на запад-юго-запад по прямой от областного центра города Пенза.

## История
Основано в начале XVIII века на землях пензенских служилых людей после их перевода в Азов и в город Петровск (на Медведице). Упоминается с 1710 года, когда помещик Матвей Салов подал челобитную о постройке церкви во имя Сергия Радонежского в его сельце Саловке, и она была построена в 1722 году. В 1782 году село Сергиевское, Саловка тож, имела 82 двора в одной меже с деревней Извековкой; ею владели тогда 13 помещиков. В 1835 году построена каменная Николаевская церковь. В период отмены крепостного права показано 423 ревизских души крестьян, 11 дворовых людей, крестьянских 107 дворов. В 1896 году работала земская школа. В 1911 году — волостной центр Пензенского уезда, 197 дворов, земская школа, имение Ховриных, церковь, одна мельница с нефтяным двигателем и одна ветряная, шерсточесалка, овчинное заведение, 5 кузниц, кирпичный сарай, 10 лавок. В 1939 году колхоз «2-й краевой съезд Советов». В середине 1960-х годов село получило новое развитие в связи с созданием совхоза «Ардымский» по выращиванию высокопродуктивных коров. В середине 1970-х годов ежегодный доход совхоза «Ардымский» превышал 300 тыс. рублей (в долларовом эквиваленте — более $270 тыс.). С начала 1990-х годы началось вымирание села. С конца 1990-х годов в селе недолго действовало государственное унитарное предприятие «Совхоз Ардымский» по выращиванию высокопродуктивных коров (640 работников в 1998 году). В 2004 году совхоз прекратил существование. Но в начале 2000-х годов работал совхоз «Тепличный». В 2004 году-444 хозяйства.

## Население
| 1747  | 1782 | 1864  | 1877  | 1911  | 1926  | 1930  |
| ----- | ---- | ----- | ----- | ----- | ----- | ----- |
| 160   | ↗340 | ↗645  | ↗837  | ↗1315 | ↗1462 | ↘1263 |
| 1939  | 1959 | 1979  | 1989  | 1996  | 2002  | 2010  |
| ↘1089 | ↘264 | ↗1028 | ↗1549 | ↘1318 | ↘1238 | ↘1145 |
| 2021  |      |       |       |       |       |       |
| ↘925  |      |       |       |       |       |       |